# Pseudicius vesporum
Pseudicius vesporum là một loài nhện trong họ Salticidae. Loài này được phát hiện ở Filipijnen.